# Tom Williams (calciatore)
Thomas Andrew Williams (in greco: Θωμάς Άντριου Γουίλιαμς, Thōmas Antriou Gouiliams; Londra, 8 luglio 1980) è un ex calciatore inglese naturalizzato cipriota, di ruolo centrocampista.

## Carriera
È di origine cipriota, da parte della famiglia della madre: questo gli ha consentito di giocare con la nazione cipriota.
Il 10 luglio 2009 ha sposato con la modella Nicola McLean da cui ha avuto due figli.

### Club
Dopo aver militato nel Walton & Hersham e nel West Ham United, ha debuttato in prima squadra con il Peterborough United, andando prima in prestito e poi a titolo definitivo. Dopo aver giocato con Birmingham City e QPR (in prestito per due stagioni), ha fatto ritorno Peterborough, nuovamente cominciando prima in prestito e finendo poi a titolo definitivo.
In seguito ha giocato con Barnsley, Gillingham e Swansea: quando militava in quest'ultimo club fu chiamato in nazionale. Dopo una parentesi al Wycombe arrivò il terzo ritorno al Peterborough e per la terza volta prima in prestito e poi a titolo definitivo.
Continuò, poi, a girovagare per le squadre inglesi, militando nuovamente nel QPR (ancora in prestito), per poi andare al Bristol City (in prestito), Preston North End, Colchester United (ancora un prestito), Walsall, Kettering Town e Notts County.

### Nazionale
Conta una presenza con la Nazionale cipriota nell'amichevole contro la Romania disputata nel 2006; la sua gara durò per altro solo 46 minuti, venendo sostituito da Loukas Louka.

## Statistiche

### Cronologia presenze e reti in Nazionale
| Cronologia completa delle presenze e delle reti in nazionale ― Cipro | Cronologia completa delle presenze e delle reti in nazionale ― Cipro | Cronologia completa delle presenze e delle reti in nazionale ― Cipro | Cronologia completa delle presenze e delle reti in nazionale ― Cipro | Cronologia completa delle presenze e delle reti in nazionale ― Cipro | Cronologia completa delle presenze e delle reti in nazionale ― Cipro | Cronologia completa delle presenze e delle reti in nazionale ― Cipro | Cronologia completa delle presenze e delle reti in nazionale ― Cipro |
| Data                                                                 | Città                                                                | In casa                                                              | Risultato                                                            | Ospiti                                                               | Competizione                                                         | Reti                                                                 | Note                                                                 |
| -------------------------------------------------------------------- | -------------------------------------------------------------------- | -------------------------------------------------------------------- | -------------------------------------------------------------------- | -------------------------------------------------------------------- | -------------------------------------------------------------------- | -------------------------------------------------------------------- | -------------------------------------------------------------------- |
| 16-8-2006                                                            | Costanza                                                             | Romania                                                              | 2 – 0                                                                | Cipro                                                                | Amichevole                                                           | -                                                                    | 46’                                                                  |
| Totale                                                               |                                                                      | Presenze                                                             | 1                                                                    |                                                                      | Reti                                                                 | 0                                                                    |                                                                      |